# Stanisław Kuszelewski
Stanisław Ludwik Kuszelewski (ur. 10 września 1894 w Jaworowie, woj. lwowskie, zm. między 4 a 7 kwietnia 1940 w Katyniu) – major piechoty Wojska Polskiego, ofiara zbrodni katyńskiej.

## Życiorys
Urodził się w rodzinie Franciszka i Franciszki z Lorków. Absolwent Wydziału Prawa Uniwersytetu Jana Kazimierza we Lwowie.      
Członek organizacji sokolich. Uczestnik wojny 1920. W 1920 był dowódcą batalionu marszowego w Obozie Ćwiczebnym 6 Armii. W trakcie wojny awansował na podporucznika i porucznika. 19 sierpnia 1920 został zatwierdzony z dniem 1 kwietnia 1920 w stopniu kapitana, w piechocie, w grupie oficerów byłej armii austro-węgierskiej. Pełnił wówczas służbę w Dowództwie 6 Armii.
W okresie międzywojennym pozostał w wojsku. 24 marca 1921 został przeniesiony z Dowództwa 6 Armii do 48 pułku piechoty z jednoczesnym odkomenderowaniem do grupy szkolnej 6 Armii. W 1923 w stopniu kapitana ze starszeństwem z dniem 1 czerwca 1919 i 245 lokatą w korpusie oficerów piechoty służył w 48 pułku piechoty. W 1924 dowodził 7 kompanią w III batalionie 48 pp. 16 lutego 1925 przystąpił do egzaminu sprawdzającego. 3 maja 1925 awansował do stopnia majora ze starszeństwem z dniem 1 lipca 1925 i 69 lokatą w korpusie oficerów piechoty. W 1928 był dowódcą II batalionu 24 pułku piechoty. Od 15 grudnia 1928 do końca stycznia 1929 był wykładowcą kursu i kierownikiem ćwiczeń aplikacyjnych dla oficerów rezerwy garnizonu Łuck. W marcu 1932 został przeniesiony z 24 do 31 pułku piechoty na stanowisko kwatermistrza. W sierpniu 1935 został przeniesiony do Powiatowej Komendy Uzupełnień Kielce na stanowisko komendanta. Ostatni przydział przed wojną to komendant Rejonu Uzupełnień Lida.    
Podczas kampanii wrześniowej wzięty do niewoli przez Sowietów. Według stanu na 7 grudnia 1939 był jeńcem obozu w Kozielsku. Między 3 a 5 kwietnia 1940 przekazany do dyspozycji naczelnika smoleńskiego obwodu NKWD – lista wywózkowa bez numeru poz. 92 nr akt 46 z 2 kwietnia 1940. Został zamordowany między 4 a 7 kwietnia 1940 przez NKWD w lesie katyńskim. Zidentyfikowany podczas ekshumacji prowadzonej przez Niemców w 1943, zapis w dzienniku ekshumacji z dnia 15.04.1943 pod numerem 125. Przy szczątkach Stanisława Kuszelewskiego znaleziono książeczkę oszczędnościową PKO. Figuruje na liście AM-169-125 i liście Komisji Technicznej PCK pod numerem: GARF-5-0122 jako Stanisław Kuszelski. Nazwisko Kuszelewskiego znajduje się na liście ofiar (pod nr 122) opublikowanej w Gońcu Krakowskim nr 93, w Nowym Kurierze Warszawskim nr 94 z 1943. W Archiwum Robla (pakiet 0469-02) znajdują się notatki znalezione przy szczątkach podpułkownika Stefana Stolarza, w którym Kuszelewski (bez imienia) został wymieniony pod datą 07.12.1939.      
Był żonaty, miał jedno dziecko.
5 października 2007 minister obrony narodowej Aleksander Szczygło mianował go pośmiertnie na stopień podpułkownika. Awans został ogłoszony 9 listopada 2007, w Warszawie, w trakcie uroczystości „Katyń Pamiętamy – Uczcijmy Pamięć Bohaterów”.

## Ordery i odznaczenia
- Krzyż Walecznych[25]
- Medal Pamiątkowy za Wojnę 1918–1921
- Medal Dziesięciolecia Odzyskanej Niepodległości
- Krzyż Kampanii Wrześniowej – pośmiertnie 1 stycznia 1986[26]